# Resident Evil: Retrybucja
Resident Evil: Retrybucja (ang. Resident Evil: Retribution) – kanadyjsko-niemiecko-amerykański horror z gatunku science fiction z 2012 roku oparty na scenariuszu i reżyserii Paula W.S. Andersona.
Premiera filmu odbyła się 14 września 2012 roku.

## Opis fabuły
Śmiertelny wirus „T”, wyprodukowany przez koncern Umbrella, nadal sieje spustoszenie na Ziemi, zamieniając ludzi w krwiożercze zombie. Jedyną nadzieją ocalałych jest Alice, która ma z przedstawicielami niebezpiecznej korporacji własne rachunki do wyrównania (kiedyś wykorzystano ją, wstrzykując wirusa). Wojowniczka próbuje dopaść tych, którzy są odpowiedzialni za rozprzestrzenianie się zarazy. Jednocześnie odkrywa coraz więcej informacji na temat swojej przeszłości.

## Obsada
- Milla Jovovich – Alice
- Michelle Rodriguez – Rain Ocampo
- Kevin Durand – Barry Burton
- Sienna Guillory – Jill Valentine
- Shawn Roberts – Albert Wesker
- Aryana Engineer – Becky
- Colin Salmon – James „One” Shade
- Johann Urb – Leon S. Kennedy
- Boris Kodjoe – Luther West
- Li Bingbing – Ada Wong
- Oded Fehr – Carlos Olivera